# Ниихама
Нииха́ма (яп. 新居浜市 Ниихама-си) — город, расположенный в восточной части префектуры Эхимэ, Япония. Основан 3 ноября 1937. Площадь города составляет 234,32 км², население — 119 131 человек (1 августа 2014), плотность населения — 508,41 чел./км².

## География
Ниихама расположена в северной части острова Сикоку, в восточной части префектуры Эхимэ. Город окружён горами на юге и востоке, холмами на западе и Внутренним Японским морем на севере.

## Экономика
В городе расположен никелеплавильный завод корпорации Sumitomo Metal Mining Co., Ltd (единственное предприятие по производству электролитического никеля и электролитического кобальта в Японии). Существует с 1939 года.